# V1285 Aquilae
V1285 Aquilae, également désignée Gliese 735 ou HIP 92871, est une étoile binaire de magnitude +10,18 de la constellation de l'Aigle. Située à 37,8 années-lumière de la Terre, l'étoile connue la plus proche du système est Gliese 740, distante de 2,29 années-lumière.

## Caractéristiques
C'est une étoile binaire formée de deux naines rouges avec des types spectraux M3.5 Ve. Il s'agit d'une binaire spectroscopique avec une période de révolution de seulement 7,658 heures. La distance angulaire moyenne entre les deux étoiles est de 0,04 UA, soit un dixième de la distance séparant Mercure au Soleil. L'orbite est inclinée de 32° par rapport au plan du ciel. Le système est répertorié comme une étoile éruptive dans le General Catalogue of Variable Stars, et les deux étoiles sont chromosphériquement actives.
Les deux composants ont des caractéristiques physiques très similaires. Ils ont 0,32 et 0,30 M☉ et à peu près la même taille, ce qui équivaut à 44 % du rayon solaire. Les vitesses de rotation respectives sont de 4,50 et 3,60 km/s. Leurs luminosité combinée ne représente que 0,95 % de la luminosité solaire.